# Chiers
Chiers (lucembursky Kuer, německy Korn, valonsky Tchiere) je řeka v západní Evropě, která protéká Lucemburskem, Belgií a Francií. Má délku 144 km, z toho 12 v Lucembursku, 2 v Belgii a 130 ve Francii. Její povodí má plochu 2222 km².

## Průběh toku
Chiers teče přibližně ve směru od východu k západu. Pramení v lucemburském městečku Oberkorn, které je součástí obce Differdange. Pokračuje přes jihovýchodní cíp Belgie do Francie, kde protéká departementy Meurthe-et-Moselle, Meuse a Ardensko. Na krátkém úseku u vesnice Torgny (obec Rouvroy, Belgie) tvoří hranici mezi Francií a Belgií. Mezi města a obce na Chiers na francouzském území patří Longlaville, Longwy, Longuyon, Montmédy a Carignan. Řeka se vlévá do Mázy v obci Remilly-Aillicourt. Je pravostranným přítokem Mázy.

### Přítoky
Hlavní přítoky jsou Crusnes, Ton a Othain.